# Steinsiepen (Gräfrath)
Steinsiepen ist eine Wüstung im Stadtteil Gräfrath der bergischen Großstadt Solingen.

## Geographie
Steinsiepen lag am Ufer des Steinbachs unmittelbar an der Gemeindegrenze zu Wuppertal-Vohwinkel in einer Talsenke nordöstlich der Hofschaft Schieten. Der Steinbach mündet in seinem weiteren Verlauf in die Wupper und bildet die Stadtgrenze zwischen Solingen und Wuppertal.

## Geschichte
Die Topographische Aufnahme der Rheinlande von 1824 verzeichnet den Ort als Steinsiepen. Die Preußische Uraufnahme von 1843 verzeichnet den Ort ebenfalls als Steinsiepen. In der Topographischen Karte des Regierungsbezirks Düsseldorf von 1871 ist der Ort nicht verzeichnet.
Nach Gründung der Mairien und späteren Bürgermeistereien Anfang des 19. Jahrhunderts gehörte Steinsiepen zur Honschaft Ketzberg innerhalb der Bürgermeisterei Gräfrath. 1832 war Steinsiepen weiterhin Teil der Honschaft (Ketz-)Berg innerhalb der Bürgermeisterei Gräfrath.  Der nach der Statistik und Topographie des Regierungsbezirks Düsseldorf als kl. Ackergut kategorisierte Ort besaß zu dieser Zeit ein Wohnhaus und ein landwirtschaftliches Gebäude. Zu dieser Zeit lebten sechs Einwohner im Ort, allesamt evangelischen Bekenntnisses. Seit dem ausgehenden 19. Jahrhundert ist der Ort in Kartenwerken und Ortsregistern nicht mehr verzeichnet.